# Гуфлер, Ханс
Ханс Гу́флер (дат. Hans Gufler; род. 1961) — датский кёрлингист и тренер по кёрлингу.
В составе мужской сборной Дании бронзовый призёр чемпионата мира 1985, участник трёх чемпионатов Европы (лучший результат — четвёртое место в 1982). Чемпион Дании среди мужчин и среди смешанных команд.
Играл в основном на позиции третьего.

## Достижения
- Чемпионат мира по кёрлингу среди мужчин: бронза (1985).
- Чемпионат Дании по кёрлингу среди мужчин: золото (1985).
- Чемпионат Дании по кёрлингу среди смешанных команд: золото (1985)[3].

## Команды
| Сезон                                          | Четвёртый     | Третий      | Второй        | Первый           | Турниры            |
| ---------------------------------------------- | ------------- | ----------- | ------------- | ---------------- | ------------------ |
| 1982—83                                        | Франтс Гуфлер | Ханс Гуфлер | Микаэль Синдт | Holger Slotsager | ЧЕ 1982 (4 место)  |
| 1983—84                                        | Франтс Гуфлер | Ханс Гуфлер | Микаэль Синдт | Holger Slotsager | ЧЕ 1983 (6 место)  |
| 1984—85                                        | Франтс Гуфлер | Ханс Гуфлер | Микаэль Синдт | Стин Хансен      | ЧЕ 1984 (6 место)  |
| 1984—85                                        | Ханс Гуфлер   | Стин Хансен | Микаэль Синдт | Франтс Гуфлер    | ЧДМ 1985 · ЧМ 1985 |
| Кёрлинг среди смешанных команд (mixed curling) |               |             |               |                  |                    |
| 1985                                           | Пер Берг      | Хелена Блак | Ханс Гуфлер   | Малене Краусе    | ЧДСК 1985          |

(скипы выделены полужирным шрифтом)

## Результаты как тренера национальных сборных
| Год  | Турнир                            | Сборная         | Место |
| ---- | --------------------------------- | --------------- | ----- |
| 2001 | Чемпионат Европы по кёрлингу 2001 | Дания (женщины) | 2     |